# Rosalie Olivecrona
Rosalie Ulrika Olivecrona, född Roos den 9 december 1823 i Stockholm, död där den 4 juni 1898, var en svensk författare, redaktör, lärare och feminist.

## Biografi
Fadern var fältkamrerare Olof Gustaf Roos och modern Ulrika Euphrosyne von Keppel. Hon växte upp i Stockholm och studerade på Wallinska flickskolan tills hon var tretton år. Familjen flyttade 1839 till en gård i närheten av Mösseberg.
Våren 1857 gifte hon sig med justitierådet Knut Olivecrona (1817–1905) och flyttade till Uppsala. Olivecrona var änkeman sedan 1854 och hon blev genom giftermålet styvmor till en son och tre döttrar. Makarna fick sonen Axel och en dottern Eliza Olivecrona.

### Amerikavistelsen
En av hennes väninnor, Hulda Hahr, bodde i Amerika med sin bror. Hon var musiklärare vid en flickskola i Limestone och Olivecrona fick erbjudande att komma över dit. Att resa över Atlanten helt ensam, var något som unga damer absolut inte gjorde, men 1851 fick hon ändå, trots tidigare starkt motstånd från familj och vänner, tillåtelse att åka till Amerika. 
Hon stannade där i fyra år och arbetade som lärare, men hann även att besöka Mississippifloden och flera sevärdheter i Sydstaterna och på hemresan gjorde hon även en utflykt till Havanna. Hon var först lärare i franska och musik vid flickskolan i Limestone. Därefter fick hon anställning som guvernant på en plantage, tillhörig familjen till hennes båda elever Eliza och Annie Perronneau, söder om Charleston. Hon beskrev livet i Nordamerika i senare publicerade brev, Resa till Amerika 1851-55. Hon återvände till Sverige 1855 via New Orleans.             
Föräldrarna hade då flyttat till Stockholm och på nyåret 1856 träffade hon Sophie Adlersparre (född Leijonhufvud) och de inledde tillsammans kampen för kvinnors rätt till undervisning och självförsörjning. Olivecrona blev tillsammans med Fredrika Bremer och Sophie Adlersparre ledande i kampen för kvinnors rättigheter.

### Kvinnokämpen
Rosalie Olivecrona var radikalare än Sophie Adlersparre och krävde i en anonym artikel "En ropandes röst i öknen" i Aftonbladet 1867 att flickors brist på bildning och uppfostran skulle uppmärksammas offentligt. Tillsammans med Adlersparre grundade Olivecrona 1859 "Tidskrift för hemmet", som innehöll artiklar om kvinnors orättvisa ställning i samhället.
Redan 1855 hade Rosalie Olivecrona använt pseudonymen La Straniera, när hon gav ut ett dikthäfte, och tecknade sig som "St" och "--rs" i Tidskrift för hemmet. Hon skrev artiklar som Kvinnan och arbetet, Flickors uppfostran och Kvinnors religiösa uppfostran. 
Efter giftermålet 1857 reste paret Olivecrona ut i Europa. De träffade Sophie Leijonhufvud i Hamburg och hon följde med paret till Prag, Wien, Venedig, Schweiz, södra Frankrike och hem genom Tyskland. I Tidskrift för hemmet beskrev de sedan museer och naturupplevelser från resan. År 1861 företog de tre en ny rundtur i Europa för att utforska kvinnokampen och besökte Tyskland, Frankrike och Brittiska öarna. Detta gav nytt artikelstoff till tidskriften. De upptäckte att kvinnofrågan var nästan okänd i Frankrike och Tyskland, men att läget i England var bättre, för där utgavs The English Woman's Jounal. Vidare fanns där The society for promoting the employment of Women, som hade flera aktiviteter, såsom The Register, som i svensk form blev Adresskontor för arbeterskor, Ladies' Reading Rooms, som 1886 i Sverige blev Läsesalong för damer och skrivbyråer.
Hösten 1868 flyttade familjen Olivecrona till Stockholm och Rosalie Olivecrona återupptog sitt medarbetarskap i tidskriften. Artikeln Felande länken mellan den arbetsgivande och arbetssökande bidrog till att Bikupan, en försäljningslokal för finare handarbete utförda av kvinnor som kommit på obestånd, tillkom 1870. Tio år senare förenades butiken med en annan liknande rörelse Sällskapet för arbetsflitens befrämjande.

### Svenska Röda Korset
År 1864 deltog Rosalie Olivecrona i överläggningarna hemma hos Sophie Adlersparre om sjukvård i fält. Med på sammanträdet var också generalmajor Rudebeck och dr Lemchen och det resulterade i bildandet av svenska Röda Korset 1865.
Rosalie Olivecrona ligger begravd på Uppsala gamla kyrkogård.